# Cnephasia latomana
Cnephasia latomana is een vlinder uit de familie van de bladrollers (Tortricidae). De wetenschappelijke naam van de soort is voor het eerst geldig gepubliceerd in 1885 door Edward Meyrick.